# Паркер Фінн
Паркер Дж. Фінн (англ. Parker J. Finn, нар. 18 березня 1987) — американський кінорежисер і сценарист. Автор сценарію та режисер фільму жахів «Усміхайся» (2022), який, у свою чергу, був заснований на його власному короткометражному фільмі «Лора не спала» (2020).

## Раннє життя та освіта
Фінн виріс у місті Бат, штат Огайо, неподалік Акрона.
Навчався в Університеті Колорадо в Боулдері, потім у Коледжі кіно та медіамистецтв Доджа при Університеті Чепмена, де у 2011 році отримав ступінь магістра сценарного мистецтва.

## Кар'єра
Короткометражний фільм Фінна 2018 року «Хованки» був показаний на фестивалях Panic Fest та Portland Horror Film Festival у 2019 році. Фінн зняв «Лора не спала» на сцені B Коледжу кіно та медіамистецтва Доджа при Університеті Чепмена. Короткометражка отримала спеціальну нагороду журі на SXSW 2020. Перший повнометражний фільм Фінна, «Усміхайся», був заснований на його короткометражці «Лора не спала». «Усміхайся» (2022) став найкасовішим оригінальним фільмом жахів 2022 року. У 2023 році Фінн уклав багаторічну угоду з Paramount Pictures на написання, продюсування та режисуру наступних повнометражних фільмів.
Він написав сценарій та зрежисував фільму «Усміхайся 2», який вийшов на екрани у 2024 році.
У червні 2024 року повідомлялося, що Фінн стане сценаристом і режисером римейку психологічного фільму жахів 1981 року «Одержимість».

## Фільмографія
| Рік  | Укр. назва    | Англ. назва        | Режисер | Сценарист | Продюсер | Примітка             |
| ---- | ------------- | ------------------ | ------- | --------- | -------- | -------------------- |
| 2018 | Хованки       | The Hidebehind     | Так     | Так       | Ні       | короткометражний     |
| 2020 | Лора не спала | Laura Hasn't Slept | Так     | Так       | Так      | короткометражний     |
| 2022 | Усміхайся     | Smile              | Так     | Так       | Ні       | повнометражний дебют |
| 2024 | Усміхайся 2   | Smile 2            | Так     | Так       | Так      |                      |